# The Sign of Zorro
The Sign of Zorro is een Amerikaanse film gebaseerd op het personage Zorro. De film verscheen in 1958, en werd geregisseerd door Lewis R. Foster en Norman Foster.
De film werd in Nederland uitgebracht onder de titel Zorro, Het teken aan de wand in 1960.

## Verhaal
De film bestaat uit beeldmateriaal van acht afleveringen van de televisieserie Zorro uit 1957. Don Diego de la Vega keert samen met zijn doofstomme bediende Bernardo terug uit Spanje. Eenmaal thuis treft hij zijn thuisstad, Los Angeles, aan onder het dictatoriale bewind van commandant Monastario.
Met behulp van Bernardo wordt Diego de held Zorro, en verlost zijn stad van Monastario’s bewind.

## Rolverdeling
| Acteur          | Personage                 |
| --------------- | ------------------------- |
| Guy Williams    | Don Diego/Zorro           |
| Henry Calvin    | Sergeant Garcia           |
| Gene Sheldon    | Bernardo                  |
| Britt Lomond    | Commandant Monastario     |
| George J. Lewis | Don Alejandro de la Vega. |

## Achtergrond
De film staat ook bekend onder de volgende namen:
- Signo del Zorro, El Venezuela
- Zorro räumt auf West-Duitsland
- Zorro taistelee jälleen Finland
- Zorro, den sorte rytter Denemarken
- Zorros märke Zweden